# Убийствен пъзел 4
„Убийствен пъзел 4“ (на английски: Saw IV) е четвъртата част на ужасите/трилър Убийствен пъзел. Световната премиера на филма е на 26 октомври 2007 г. Изпълнителни продуценти са Лий Уенъл и Джеймс Уон.

## Сюжет
Внимание:  Текстът по-долу разкрива сюжета на произведението (или части от него)!
Продължавайки историята от „Убийствен пъзел 3“, филмът разказва за Риг, който се опитва да спаси колегите си – детектив Ерик Матюс и следовател Хофман. Като последователно минава през няколко изпитания, но дали ще успее да преодолее маниерите си или не, това ще разберем в края на филма.